# اصیل‌ها (فصل ۲)
اصیل ها، درام ماورایی یک ساعته و محصول امریکاست که در ۱۳فوریه ۲۰۱۴ توسط سی دابلیو برای فصل دوم تمدید شد. قسمت اول این فصل در ۶اکتبر ۲۰۱۴ روی آنتن رفت.

## داستان
پس از اینکه کلاوس (جوزف مورگان) و هیلی برای حفاظت از هوپ طبق نقشه ، تظاهر به از دست دادن کودک خود میکنند و او را به دست ربکا (کلر هولت) میسپارند روند زندگی مایکلسون‌ها عوض می‌شود.محلهٔ فرانسوی‌ها به دست گرگینه‌های فرانچسکا کوررآ (پتا سرجنت) افتاده و بیشتر خون آشام‌ها را کشته‌اند.کلاوس در تنهایی و خشم خود به سر می برد و در هر ماه کامل ضعیف شده و درد زیادی را تحمل می‌کند. هیلی (فیبی تانکین) نیز که یک دورگهٔ تازه تبدیل شده و خشمگین است که تحمل دوری از هوپ برای او سخت است ، زمان زیادی را با تنهایی خود سپری می‌کند.الایژا (دنیل گیلیز) نیز مانند همیشه سعی در سروسامان دادن اوضاع خانواده و نجات آن‌ها دارد.
از آن طرف مارسل (چارلز مایکل دیویس) سعی می‌کند با پیدا کردن افراد شجاع و با استعداد و تبدیل آن‌ها به خون آشام ارتش خود را به راه انداخته و محلهٔ فرانسوی‌ها را دوباره پس بگیرد.اولین تبدیل شوندهٔ او نیز دختر جوان و ویالونیست با استعدادی به نام جیا (نیشی منشی) است.داوینا که چوب بلوط سفید را در دست دارد ، بدون اینکه کسی بداند مایکل مایکلسون (سباستین روشه) را به دنیا برگردانده و زندانی کرده تا هروقت که لازم بود ، کلاوس را بکشد.
مادر خانواده ، استر مایکلسون در بدن آخرین دختر جادوگر مراسم برداشت ، کسی (ناتالی دریفوس)، به زندگی برگشته است و دو پسر خود ، کول و فین را نیز در قالب کیلیب وستفال (دنیل شارمن) و وینسنت گریفیت (یوسف گیتوود) به زندگی برگردانده است.
کسی/استر برای گرگینه‌ها انگشترهای نورماه درست می‌کند ، کیلب/کول با داوینا کلیر (دانیل کمبل) رابطه ای دوستانه-عاشقانه برقرار کرده‌است و وینسنت/فین سعی در نزدیک شدن به کمیل اوکانل (لیه پایپس)دارد.
استر پس از ملاقات با الایژا و کلاوس و صحبت با آن‌ها ، از بدن کسی خارج شده و به بدن جادوگری به نام لنور (سونیا سن) میپرد.کَسی نیز به تیمارستان مخصوص جادوگران فرستاده می‌شود.استر الایژا را زندانی می‌کند و آنقدر او را شکنجه میدهد تا به گذشته ای که از خاطر برده را به یاد بیاورد و به خاطر آورد که پس از تبدیل شدن به خون آشام ، تاتیا (نینا دوبرو) ، زنی را که عاشقانه دوستش میداشت را کشته است.
از آن طرف کول برای انتقام گرفتن از کلاوس و ربکا ، ربکا را به بدن جادوگری بدنام و خطرناک به نام ایوا سنکلیر (میسی ریچاردسون-سلرز) که اکنون در تیمارستان است ، میفرستد.ربکا با کمک یک جادوگر دیگر به نام فریا (رایلی ولکل) که در آنجاست از آنجا میگریزد.این جادوگر در واقع خواهر بزرگتر اوست که تاکنون فکر میکرده‌اند مرده است ولی مشخص می‌شود که او توسط خاله‌شان دالیا (کلودیا بلک) ربوده شده تا از قدرت او استفاده شود.فریا به کلاوس و ربکا میگوید که خاله‌شان به دنبال هوپ نیز خواهد آمد و هیچ کس توان مبارزه با او را ندارد.کلاوس نیز استر (در بدن لنور) را تبدیل به خون آشام کرده و به او نفوذ ذهنی می‌کند تا تمام حقایق را از زبان او بشنود.
در این میان فین ، کیلب/کول را طلسم می‌کند تا در همان بدن بمیرد ، ایوا سنکلیر دوباره کنترل بدنش را به دست میگیرد تا جایی که ممکن است ربکا را خاموش نگه میدارد.مارسل پس از مدتی موفق به کشتن فین و رها کردن بدن وینسنت گریفیت می‌شود.وینسنت که جادوگری قدرتمند است و سعی می‌کند جادوگری را کنار بگذارد ، مشخص می‌شود که همسر ایوا سنکلیر است و با کمک فریا و مارسل ایوا را میکشد و ربکا را نجات میدهد.داوینا هم‌اکنون رهبر ۹ محفل شده‌است سعی می‌کند با قدرت جادوی نیاکان کول را به زندگی برگرداند.

## قسمت ها
| شماره در سریال | شماره در فصل | عنوان                                        | کارگردان       | نویسنده                            | تاریخ پخش      | کد تولید | بینندگان در امریکا (میلیون) |
| -------------- | ------------ | -------------------------------------------- | -------------- | ---------------------------------- | -------------- | -------- | --------------------------- |
| ۲۳             | ۱            | «تولد دوباره»                                | لنس اندرسون    | مارگارت مکین تایر و جولی پلک       | ۶ اکتبر ۲۰۱۴   | 3J5201   | ۱٫۳۷                        |
| ۲۴             | ۲            | «زنده و سرحال»                               | جفری هانت      | میشل پردایس و مایکل ناردوسی        | ۱۳ اکتبر ۲۰۱۴  | 3J5202   | 1.29                        |
| ۲۵             | ۳            | «هر پسر مادر»                                | درموت داونز    | کریستوفر هالیر                     | ۲۰ اکتبر ۲۰۱۴  | 3J5203   | 1.27                        |
| ۲۶             | ۴            | «زندگی کن و اجازه بده بمیری»                 | جفری هانت      | اشلی لایل و بارت نیکرسون           | ۲۷ اکتبر ۲۰۱۴  | 3J5204   | 1.31                        |
| ۲۷             | ۵            | «در قرمز»                                    | مایکل رابیسون  | دکلان دی بارا و دیان ادمو-جان      | ۳ نوامبر ۲۰۱۴  | 3J5205   | 1.09                        |
| ۲۸             | ۶            | «چرخ داخل چرخ»                               | مت هستینگز     | مایکل روسو و مایکل ناردوسی         | ۱۰ نوامبر ۲۰۱۴ | 3J5206   | 1.46                        |
| ۲۹             | ۷            | «دنبال کردن شیطان»                           | جسی وارن       | کرینا ادلی مکنزی و کریستوفر هالیر  | ۱۷ نوامبر ۲۰۱۴ | 3J5207   | 1.44                        |
| ۳۰             | ۸            | «برادرانی که اهمیت می داند، فراموش کرده اند» | مایکل الوویتس  | چارلی چاربونیو و میشل پردایس       | ۲۴ نوامبر ۲۰۱۴ | 3J5208   | 1.26                        |
| ۳۱             | ۹            | «نقشه لحظات»                                 | لسلی لیبمن     | مارگارت مکین تایر و جولی پلک       | ۸ دسامبر ۲۰۱۴  | 3J5209   | 1.41                        |
| ۳۲             | ۱۰           | «پرچمت را آتش می زنم»                        | راب هاردی      | اشلی لایل و بارت نیکرسون           | ۱۹ ژانویه ۲۰۱۵ | 3J5210   | 1.52                        |
| ۳۳             | ۱۱           | «برادری نفرین شده»                           | سیلوین وایت    | کایل ارینگتون و دیان ادمو-جان      | ۲۶ ژانویه ۲۰۱۵ | 3J5212   | 1.74                        |
| ۳۴             | ۱۲           | «مخفیگاه»                                    | مت هستینگز     | دکلان دی بارا و مایکل ناردوسی      | ۲ فوریه ۲۰۱۵   | 3J5211   | 1.47                        |
| ۳۵             | ۱۳           | «شیطان نفرین شده است»                        | لنس اندرسون    | کریستوفر هالیر و جولی پلک          | ۹ فوریه ۲۰۱۵   | 3J5213   | 1.22                        |
| ۳۶             | ۱۴           | «دوستت دارم، خداحافظ»                        | مت هستینگز     | کارینا ادلی مکنزی و مایکل ناردوسی  | ۱۶ فوریه ۲۰۱۵  | 3J5214   | 1.44                        |
| ۳۷             | ۱۵           | «آن ها همه دنبال تو بودند»                   | کریس گریسمر    | میشل پردایس                        | ۹ مارس ۲۰۱۵    | 3J5215   | 1.40                        |
| ۳۸             | ۱۶           | «روحم را نجات بده»                           | کلی سایرس      | مایکل روسو                         | ۱۶ مارس ۲۰۱۵   | 3J5216   | 1.25                        |
| ۳۹             | ۱۷           | «جنازه عالی»                                 | درموت داونز    | دکلان دی بارا و دیان ادمو-جان      | ۶ آوریل ۲۰۱۵   | 3J5217   | 1.12                        |
| ۴۰             | ۱۸           | «شب هزاران چشم دارد»                         | جسی وارن       | اشلی لایل و بارت نیکرسون           | ۱۳ آوریل ۲۰۱۵  | 3J5218   | 1.01                        |
| ۴۱             | ۱۹           | «وقتی خاکریز درهم می شکند»                   | بتانی رونی     | مارگارت مکین تایر                  | ۲۰ آوریل ۲۰۱۵  | 3J5219   | 1.30                        |
| ۴۲             | ۲۰           | «شهر زیر دریا»                               | لسلی لیبمن     | کارینا ادلی مکنزی و چارلی چاربونیو | ۲۷ آوریل ۲۰۱۵  | 3J5220   | 1.20                        |
| ۴۳             | ۲۱           | «آتش با آتش»                                 | دیوید استریتون | مایکل ناردوسی                      | ۴ مه ۲۰۱۵      | 3J5221   | 1.14                        |
| ۴۴             | ۲۲           | «خاکستر به خاکستر»                           | مت هستینگز     | کریستوفر هالیر و دیان ادمو-جان     | ۱۱ مه ۲۰۱۵     | 3J5222   | 1.19                        |